# LACNIC

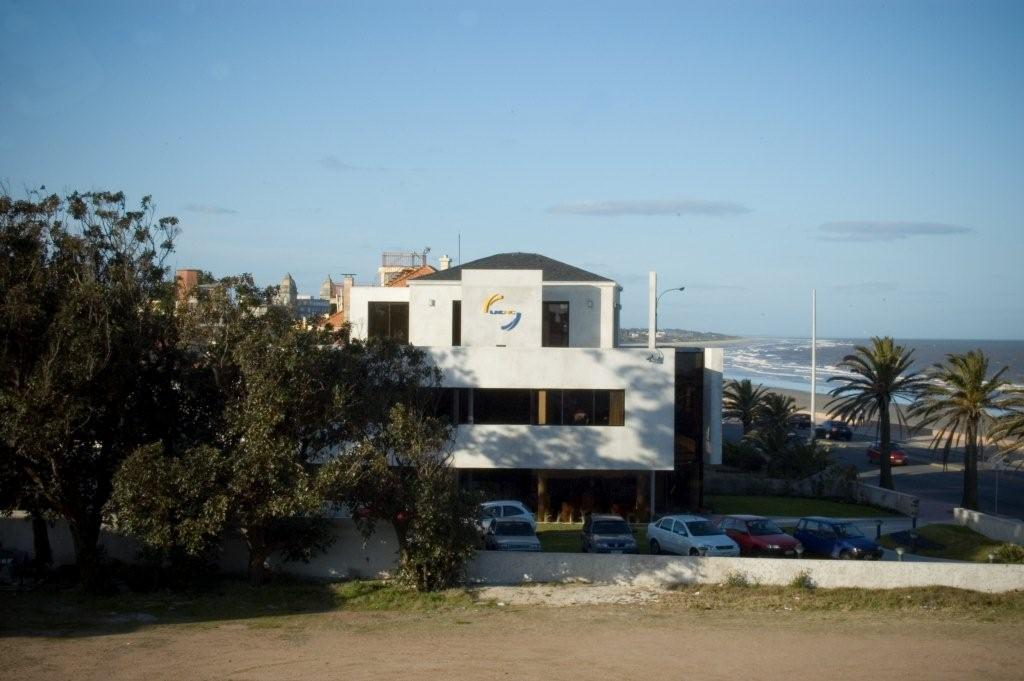
La sede del LACNIC a Montevideo

Il LACNIC (acronimo di Latin America and Caribbean Network Information Centre) è il Regional Internet Registry per l'America Latina e i Caraibi. La sua sede è a Montevideo, in Uruguay.
Tale organizzazione, che fornisce servizi per l'allocazione delle risorse numeriche e la registrazione a supporto delle operazioni globali in Internet per le suddette aree geografiche, è non-profit, e i suoi membri sono composti da fornitori di servizi Internet ed associazioni simili.

## Funzioni
Le principali funzioni del LACNIC sono:
- Allocazione degli spazi d'indirizzamento IPv4 e IPv6, e sistema autonomo;
- Gestione del database pubblico Whois per l'America Latina e i Caraibi;
- Delegazione per la risoluzione DNS inversa;
- Rappresentazione degli interessi delle comunità dell'America Latina e dei Caraibi nello scenario globale.

## Storia
Fin dal 1993, alcune organizzazioni accademiche dell'America Latina, come ENRED (Foro de Redes de América Latina y el Caribe), discussero della necessità di un registro Internet autonomo ed indipendente dall'influenza degli Stati Uniti d'America. Nel 1998, durante un meeting di ENRED a Panama, questo tema venne affrontato e si scoprì che un altro gruppo composto da organizzazioni commerciali, tra cui CABASE (Cámara Argentina de Base de Datos y Servicio en Línea) ed eCOMLAC (Federación Latinoamericana y Caribeña para Internet y el Comercio Electrónico), stava promuovendo un'iniziativa simile.
Il 30 gennaio 1998 Ira Magaziner, all'epoca senior advisor del Presidente degli Stati Uniti Bill Clinton per l'elaborazione delle politiche, pubblicò un documento (successivamente revisionato e ripubblicato il 5 giugno dello stesso anno in cui si proponeva una nuova organizzazione per gestire le risorse di Internet (ciò che in seguito divenne l'ICANN). Dopo questa pubblicazione, diversi gruppi organizzarono delle conferenze per discutere questa proposta e fornire suggerimenti; tra tutti questi incontri spiccò in particolare l'IFWP (International Forum on the White Paper).
L'IFWP organizzò 4 meeting, l'ultimo dei quali a Buenos Aires nell'agosto del 1998, dove parteciparono e si incontrarono diverse personalità ed associazioni sudamericane, tra cui AHCIET (Asociación Hispanoamericana de Centros de Investigación y Empresas de Telecomunicaciones) CABASE, CGI.br (Comitê Gestor da Internet no Brasil), ENRED, eCOMLAC e NIC.mx (NIC México). Tali associazioni sostenevano che gli indirizzi Internet dell'America Latina dovessero essere gestiti da un'entità locale.
Il 23 agosto 1999 fu siglato a Santiago del Cile l'accordo per la creazione del LACNIC, definendo anche un gruppo di sei rappresentanti per ciascuna associazione affiliata:
- AHCIET – Raimundo Beca;
- CABASE – Jorge Plano, poi sostituito da Oscar Messano;
- CGI.br – José Luis Ribeiro;
- ENRED – Julian Dunayerich, poi sostituito da Raul Echeverria;
- eCOMLAC – Fabio Marinho;
- NIC.mx – German Valdez.

Tre giorni dopo, il 26 agosto, sempre a Santiago tale gruppo sottopose l'accordo ad Esther Dyson (all'epoca membro del gruppo esecutivo dell'ICANN) affinché venisse approvato dall'ICANN durante il suo meeting nella capitale cilena. Successivamente venne sviluppato e presentato all'ARIN(in quel momento responsabile per la gestione degli indirizzi Internet per l'America centrale e meridionale) un piano di business del LACNIC; vennero inoltre creati gli statuti fondativi e si stabilì che la sede centrale e gli uffici amministrativi sarebbero stati posizionati a Montevideo, mentre il personale tecnico e l'attrezzatura sarebbero stati collocati a San Paolo, sotto l'egida di NIC.br (Núcleo de Informação e Coordenação do Ponto BR).
Una volta accertata l'aderenza a tutti i requisiti tecnici richiesti per la creazione di un nuovo RIR, il LACNIC venne ufficialmente riconosciuto dall'ICANN il 31 ottobre 2002 durante il suo meeting a Shanghai.

## Paesi e territori appartenenti al LACNIC
- Argentina
- Aruba
- Belize
- Bolivia
- Brasile
- Cile
- Colombia
- Costa Rica
- Cuba
- Curaçao
- Ecuador
- El Salvador
- Georgia del Sud e Isole Sandwich Australi
- Guatemala
- Guyana
- Guyana francese

- Haiti
- Honduras
- Isole BES
- Isole Falkland
- Messico
- Nicaragua
- Panama
- Paraguay
- Perù
- Rep. Dominicana
- Sint Maarten
- Suriname
- Trinidad e Tobago
- Uruguay
- Venezuela